# Sasirawan Inthachot
Sasirawan Inthachot, née le 1er janvier 2003 à Si Saket, est une athlète handisport thaïlandaise spécialiste du sprint concourant en T47 pour les athlètes ayant subit une amputation au niveau des membres supérieurs. Elle est médaillée de bronze sur le 200 m T47 aux Jeux de 2024.

## Carrière
Aux Jeux para-asiatiques de 2022, elle est médaillée d'or sur le 200 m T47 en 25 s 58 devant les Chinoises Li Lu (25 s 68) et Jiang Yunfei (27 s 05). En récompense, elle reçoit un million de baht du National Sports Development Fund.
Lors des Jeux paralympiques d'été de 2024, Inthachot remporte la médaille de bronze du 200 m T47 en 25 s 20. C'est a première fois qu'une athlète féminine thaïlandaise est médaillée en athlétisme aux Jeux paralympiques.